# Hossein Amir-Abdollahian

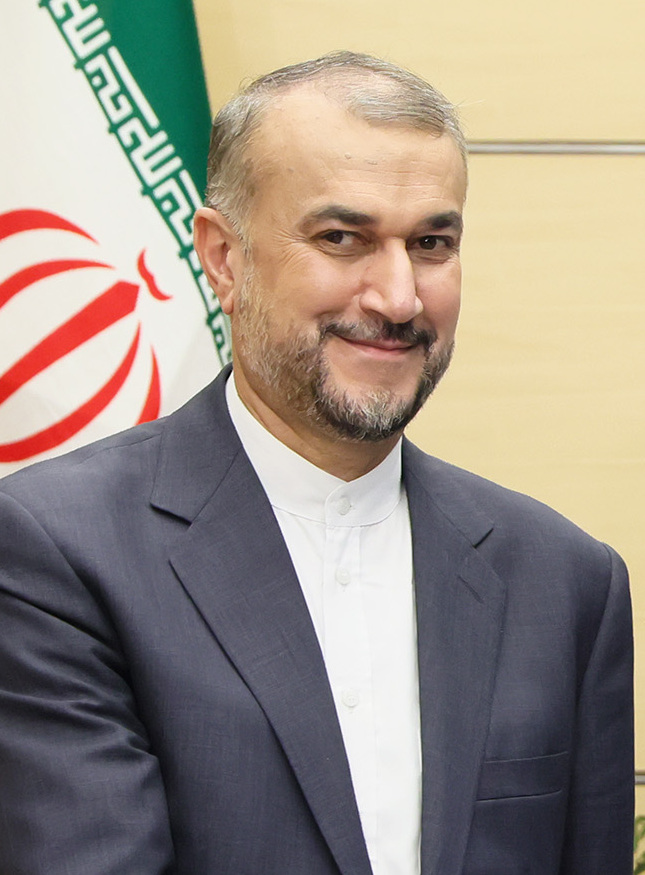
Hossein Amir-Abdollahian (2023)

Hossein Amir-Abdollahian (persisch حسین امیرعبداللهیان‎; * 23. April 1964 in Damghan, Provinz Semnan, Iran; † 19. Mai 2024 in Ūzī, Provinz Ost-Aserbaidschan, Iran) war ein iranischer Diplomat, Politiker und von August 2021 bis zu seinem Tod beim Hubschrauberabsturz bei Varzaqan 2024 Außenminister der Islamischen Republik Iran.

## Leben und Ausbildung
Amir-Abdollahian stammte aus Damghan, einer Großstadt in der nordiranischen Provinz Semnan. Er studierte an der Schahid-Beheschti-Universität in Teheran Naturwissenschaften, wechselte kurze Zeit später an die Diplomatenakademie des iranischen Außenministeriums und erhielt 1990 seinen Abschluss in Internationalen Angelegenheiten. Danach führte er sein Studium in der Fachrichtung Internationale Beziehungen an der Universität Teheran fort und schloss es 1996 mit einem Master ab. Im Jahr 2010 promovierte er an derselben Universität. Er wurde im Schah-Abdol-Azim-Schrein in Teheran bestattet.

## Politische Karriere
Amir-Abdollahian wurde zunächst Mitglied des politischen und sicherheitspolitischen Ausschusses für die ersten Atomgespräche unter der Präsidentschaft von Mohammad Chātami. 2007 war er einer der iranischen Unterhändler bei Sicherheitsgesprächen mit einer US-amerikanischen Delegation unter Ryan Crocker in Bagdad. Von 2007 bis 2011 fungierte er als iranischer Botschafter in Bahrain. Nachdem die britische Botschaft in Teheran 2015 wiedereröffnet wurde, wurde er zu Gesprächen nach London eingeladen und traf sich dort unter anderem mit dem damaligen britischen Außenminister Philip Hammond.
Von 2011 bis 2016 war er Parlamentssprecher für internationale Angelegenheiten und stellvertretender Außenminister für arabische und afrikanische Angelegenheiten. Am 25. August 2021 wurde er Außenminister unter dem neugewählten Präsident Ebrahim Raisi. Er trat damit die Nachfolge von Mohammed Dschawad Sarif an.
Amir-Abdollahian galt wie der seinerzeitige Präsident Ebrahim Raisi als Hardliner und stand der Revolutionsgarde nahe. In der Vergangenheit bestand zudem ein enger Kontakt mit Qasem Soleimani, der bis zu seinem Tod durch eine amerikanische Drohne den Quds-Einheiten vorstand.
Im Juli 2022 versicherte Amir-Abdollahian, dass Iran im Kontext des Russischen Überfalls auf die Ukraine keine Drohnen an Russland liefern werde. Im August wurde bestätigt, dass Russland durchaus verschiedene Kampfdrohnen aus Iran erhalten hatte, darunter die Modelle Qods Mohajer-6 und Schahed 129. Im Oktober wurde zudem die Absicht zur Lieferung von ballistischen Raketen an Russland berichtet. Amir-Abdollahian wiederholte trotzdem, Teheran habe „keine Waffen an eine der Konfliktparteien weitergegeben und wird dies auch nicht tun. […] Wir glauben, dass der Transfer von Waffen an beide Seiten der Krise den Krieg nur verlängert. Und wir haben nie geglaubt und glauben auch nicht, dass Krieg der Ausweg ist. Nicht in der Ukraine, nicht in Afghanistan, nicht in Syrien, nicht im Jemen.“

## Hubschrauberabsturz 2024
Am 19. Mai 2024 stürzte ein Bell-212-Hubschrauber mit Amir-Abdollahian und Präsident Raisi an Bord in der Nähe der Grenze zu Aserbaidschan in dichtem Nebel ab. Sie befanden sich auf der Rückreise von einem Staatsbesuch in Aserbaidschan. Die Absturzstelle lag in unzugänglichem Bergland. Die angrenzenden Staaten Aserbaidschan, Armenien, der Irak und die Türkei boten ihre Hilfe bei der Suche nach dem Hubschrauber an. Russland bot seine Unterstützung bei der Ursachensuche an, und die Vereinigten Arabischen Emirate erklärten ebenfalls ihre Bereitschaft zur Hilfe. Am Morgen des 20. Mai 2024 MEZ gaben die iranischen Staatsmedien bekannt, dass Amir-Abdollahian zusammen mit acht weiteren Personen, darunter Präsident Raisi, bei dem Hubschrauberabsturz ums Leben gekommen war. Es wurde eine fünftägige Staatstrauer ausgerufen.